# أسماء الله في اليهودية

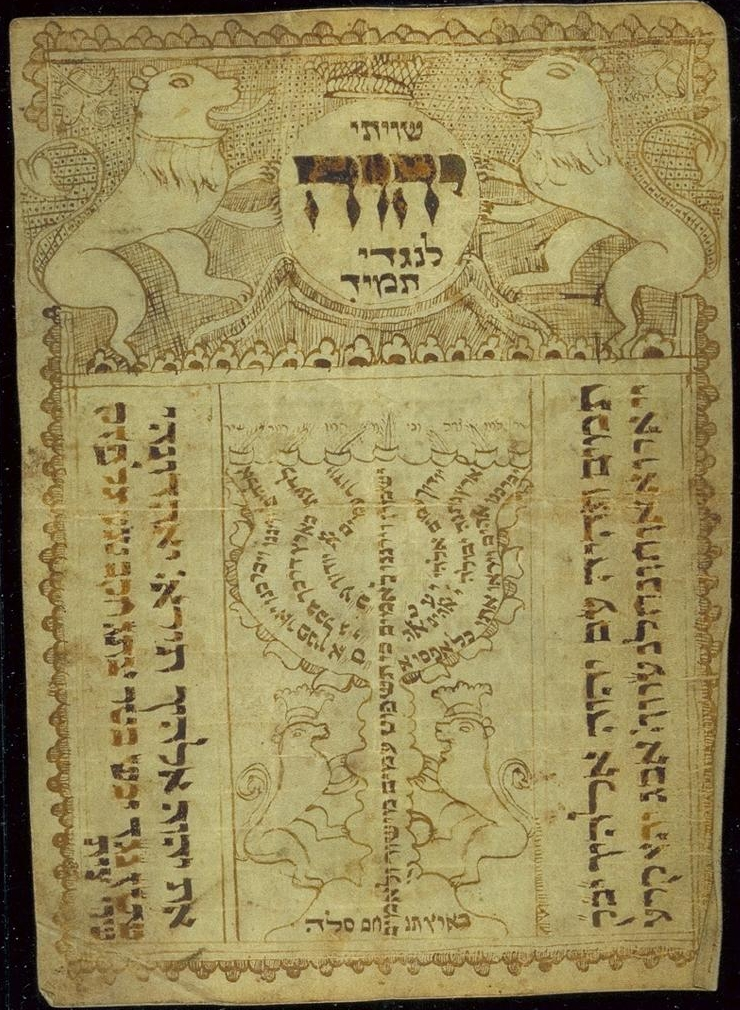

اسم الله يستخدم في اليهودية بتضمن اسم من أربعة أحرف (ي هـ وهـ) (יהוה)، الذي يعني غالبا في الكتاب المقدس العبري تناخ، كثير الكنايات (métonymie)(استعارة مجازية الذي يحل محل مفهوم من جانب آخر مع أيا كان متصلا بواسطة ضمني ارتباط منطقي: سبب للتأثير) لأصل الكتاب المقدس أو الحاخامية دعوتهم الصفات الإلهية والصفات، لأن تخلو وذلك احتراما في العصور القديمة اليهودية أن يصبح لا يوصف.

## قائمة المراجع
- Names of God (بالإنجليزية). Funk & Wagnalls. 1906. Archived from the original on 2023-04-06. {{استشهاد بكتاب}}: تحقق من التاريخ في: |سنة= (help) and الوسيط |الأول= يفتقد |الأخير= (help)
- مارتن بوبر, Moïse, Presses universitaires de France, 1957
- Gershom Scholem, Le Nom et les symboles de Dieu dans la mystique juive, Cerf, 1983
  - Driver, S.R., Recent Theories on the Origin and Nature of the Tetragrammaton, Studia Biblica vol. i, Oxford, (1885)
  - Mansoor, Menahem, The Dead Sea Scrolls. Grand Rapids: Baker, (1983)
  - W. F. Albright, The Names Shaddai and Abram". Journal of Biblical Literature, 54 (1935): 173–210
- Joel M. Hoffman, Hoffman (2006). In the Beginning (بالإنجليزية). NYU Press. {{استشهاد بكتاب}}: تحقق من التاريخ في: |سنة= (help) and الوسيط غير المعروف |sous-titre= تم تجاهله (help)
- God, Names of (بالإنجليزية). The Gale Group. 2008. Archived from the original on 2023-04-07. {{استشهاد بكتاب}}: تحقق من التاريخ في: |سنة= (help) and الوسيط |الأول= يفتقد |الأخير= (help)

## روابط خارجية
- "The Name of God". The Jewish Virtual Library (بالإنجليزية). Archived from the original on 2016-11-21.
- (بالإنجليزية) God's names in Jewish thought and in the light of Kabbalah
- (بالفرنسية) Prononciation des noms Divins et leurs écritures un article du Rav Zécharia Zermati sur le site Torat Emet